# Кёслин (административный округ)
Административный округ Кёслин, также Кёслинский округ (нем. Regierungsbezirk Köslin, ранее: Cöslin) — административно-территориальная единица второго уровня в Пруссии, существовавшая в 1816—1945 годы. Являлся одним из округов провинции Померания после административных реформ после Венского конгресса. Административный центр — город Кёслин (ныне польский город Кошалин). Сегодня территория бывшего округа целиком принадлежит Польше.

## Положение
Округ Кёслин на севере омывался Балтийским морем, на востоке — граничил с принадлежащими провинции Западная Пруссия округами Данциг и Мариенвердер, на юге — с округом Франкфург провинции Бранденбург, на западе — с также входящим в состав провинции Померания округом Штеттин.

## История

Административное устройство провинции Померания, 1913 год:
Адм. округ Штральзунд
Адм. округ Штеттин
Адм. округ Кёслин

Кёслинский округ был образован на основании указа от 30 апреля 1815 года в ходе административной реформы, проведённой в Пруссии после Венского конгресса с целью улучшения провинциального управления. В 1820 году на территории округа были образованы девять районов: Бельгард, Драмбург, Фюрстентум, Лауэнбург-Бютов, Нойштеттин, Руммельсбург, Шифельбайн, Шлаве и Штольп. В 1845 году район Лауэнбург-Бютов был разделён на отдельные районы Лауэнбург и Бютов, а в 1872 году район Фюрстентум — на районы Бублиц, Кёслин и Колберг-Кёрлин. В 1898 году город Штольп был выделен в самостоятельный городской район.
По решениям Версальского договора небольшие территории районов Бютов, Лауэнбург и Штольп 1 января 1920 года были переданы в состав Польши для создания «польского коридора». В 1920 и 1923 годах соответственно из одноимённых районов были выделены города Колберг и Кёслин в качестве внерайонных городов. В 1932 году районы Шифельбайн и Бублиц были ликвидированы и присоединены к районам Бельгард и Кёслин соответственно. В результате ликвидации провинции Позен-Западная Пруссия и создания одноимённого округа в составе провинции Померания в 1938 году районы Драмбург и Нойштеттин были переданы в новый округ. В то же время округ Кёслин получил районы Грайфенберг и Регенвальде, принадлежавшие соседнему округу Штеттин.
После 1945 года территория бывшего округа Кёслин целиком перешла под контроль Польши в виде Щецинского воеводства, которое затем было упразднено в ходе последующих административных реформ в Польше и сегодня примерно соответствует Западно-Поморскому воеводству

## Административное деление

Округа и районы провинции Померания в 1939 году

Районы округа Кёслин с указанием их районных центров:
- Городские районы
  - городской округ Штольп (выделен в 1898)
  - городской район Колберг (выделен в 1920)
  - городской район Кёслин (выделен в 1923)
- Сельские районы
  - район Бельгард, адм. центр — Бельгард
  - район Шифельбайн (присоединён к району Бельгард в 1932), адм. центр — Шифельбайн
  - район Лауэнбург-Бютов (разделён в 1845), адм. центр — Лауэнбург-ин-Поммерн
    - район Бютов (образован в 1845), адм. центр — Бютов
    - район Лауэнбург (образован в 1845), адм. центр — Лауэнбург-ин-Поммерн

  - район Руммельсбург, адм. центр — Руммельсбург
  - район Фюрстентум (разделён в 1872), адм. центр — Кёслин
    - район Бублиц (образован в 1872; присоединён к району Кёслин в 1932), адм. центр — Бублиц
    - район Кёслин (образован в 1872), адм. центр — Кёслин.
    - район Колберг-Кёрлин (образован в 1872), адм. центр — Колберг

  - район Штольп, адм. центр — Штольп
  - район Драмбург (передан в округ Позен-Западная Пруссия в 1938), адм. центр — Драмбург
  - район Нойштеттин (передан в округ Позен-Западная Пруссия в 1938), адм. центр — Нойштеттин
  - район Грайфенберг (передан из округа Штеттин в 1938), адм. центр — Грайфенберг.
  - район Регенвальде (передан из округа Штеттин в 1938), адм. центр — Регенвальде.

## Население

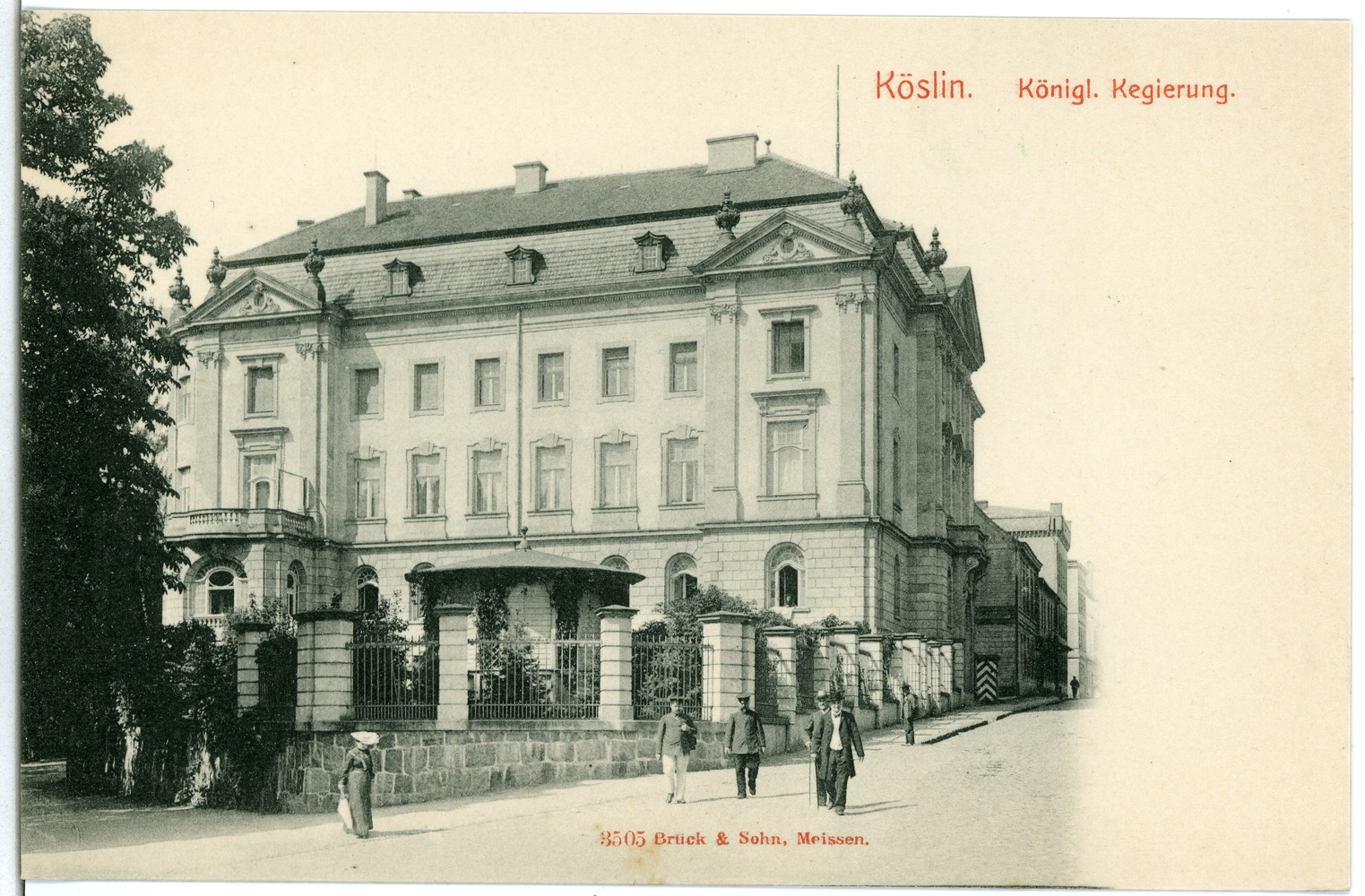
Здание правительства округа в Кёслине (открытка 1903 года)

В 1820 году население округа Кёслин составляло 264 565 человек. В 1850 году в нём проживало уже 455 073 жителей.
Территория и население округа в 1900 и в 1925 годах, а также по состоянию на 17 мая 1939 года в границах на 1 января 1941 года:
| Год  | Площадь, км² | Население, чел. | Количество районов | Количество районов |
| Год  | Площадь, км² | Население, чел. | сельских           | городских          |
| ---- | ------------ | --------------- | ------------------ | ------------------ |
| 1900 | 14.030,73    | 587.783         | 12                 | 1                  |
| 1925 | 14.108,00    | 680.664         | 12                 | 3                  |
| 1939 | 12.765,64    | 676.790         | 10                 | 3                  |